# Розино (Хасковська область)
Ро́зино (болг. Розино) — село в Хасковській області Болгарії. Входить до складу общини Івайловград.

## Населення
За даними перепису населення 2011 року у селі проживали 57 осіб.
Національний склад населення села:
| Національність   | Кількість осіб | Відсоток |
| ---------------- | -------------- | -------- |
| турки            | 27             | 90,0%    |
| болгари          | 3              | 10,0%    |
| цигани           | 0              | 0%       |
| інша             | 0              | 0%       |
| не визначились   | 0              | 0%       |
| Всього відповіли | 30             |          |

Розподіл населення за віком у 2011 році:
Динаміка населення: